# 라니 캄펜
라니 캄펜(태국어: ราณี แคมเปน, 영어: Ranee Campen, 1989년 12월 24일 ~ )은 태국의 배우, 모델이다.